# San Cristóbal, Dominikanska republiken
San Cristóbal (alternativt Benemérita de San Cristóbal) är en kommun i Dominikanska republiken. Den ligger i provinsen San Cristóbal, i den sydöstra delen av landet, 18 km sydväst om huvudstaden Santo Domingo. Kommunen har cirka 233 000 invånare. Dominikanska republikens diktator Rafael Trujillo föddes i staden den 24 oktober 1891.
Terrängen i San Cristóbal är platt åt sydost, men åt nordväst är den kuperad.